# Santa Rita (Santa Bárbara)
Santa Rita es un municipio del departamento de Santa Bárbara en la República de Honduras.

## Límites
| Orientación | Límites                                             |
| ----------- | --------------------------------------------------- |
| Norte       | Municipio de Santa Bárbara, Santa Bárbara           |
| Sur         | Municipio de San Francisco de Ojuera, Santa Bárbara |
| Este        | Municipio de San Francisco de Ojuera, Santa Bárbara |
| Oeste       | Municipio de El Níspero, Santa Bárbara              |
| Oeste       | Municipio de San Rafael, Lempira                    |

## Datos históricos
En 1896, en la División Política Territorial de 1896 aparece como Aldea perteneciente al Municipio de San Francisco de Ojuera.
En 1900 (22 de octubre), se le dio la categoría de municipio.

## División Política
Aldeas: 5 (2013)
Caseríos: 36 (2013)
| Código | Aldea        |
| ------ | ------------ |
| 162401 | Santa Rita   |
| 162402 | El Aguaje    |
| 162403 | El Jengibral |
| 162404 | El Teuxinte  |
| 162405 | San Fernando |